# Israël op het Eurovisiesongfestival 2025
Israël nam deel aan het Eurovisiesongfestival 2025 in Bazel, Zwitserland, met Yuval Raphael. De Israëlische omroep Israeli Public Broadcasting Corporation (IPBC/Kan) selecteerde de kandidaat via de show HaKokhav HaBa (Rising Star), in samenwerking met de commerciële omroep Keshet en Tedy Productions.  

## Selectieprocedure

### HaKokhav HaBa
Net als tussen 2015 en 2020, en 2024 werd de zanger die de Israëlische inzending voor het Eurovisie Songfestival 2024 zou vertolken, geselecteerd via de reality-zangwedstrijd HaKokhav HaBa, geproduceerd door Tedy Productions en Keshet Media Group, en uitgezonden op Keshet 12. De shows vonden plaats in het Neve Ilan Communications Center in Neve Ilan.

### Finale
Na 14 auditiedagen werden 21 kandidaten gekozen. Per studioshow vielen er enkele kandidaten af. In de finale streden vier kandidaten voor het Songfestivalticket. 3 kandidaten gingen naar de superfinale, waar een zeskoppige jury 50% van de punten gaf. De overige punten werden bepaald door het publiek. Yuval Raphael won met 157 punten. Valerie Hamaty eindigde tweede. 

## In Bazel
Israël trad aan in de tweede halve finale, die Raphael met grote voorsprong won. In de finale werd de zangeres 2de met 357 punten. Het land won wel de televoting met 298 punten. Volgens analisten is dat deels toe te schrijven aan oproepen aan de Joden in Europa om massaal te stemmen, naast grote reclamecampagnes vanuit de Israëlische omroep en regering. Tevens wordt er gewezen op mogelijke sympathiestemmen voor Raphael, die het bloedbad op het Supernova-festival overleefde.

### Punten gegeven door Israël[3]
| Score     | 2e halve finale |             | Finale      | Finale |
| Score     | Televoting      | Vakjury     | Televoting  |        |
| 12 punten | Armenië         | Griekenland | Oekraïne    |        |
| 10 punten | Luxemburg       | Duitsland   | Estland     |        |
| 8 punten  | Griekenland     | Malta       | Oostenrijk  |        |
| 7 punten  | Georgië         | Letland     | Griekenland |        |
| 6 punten  | Oostenrijk      | Oostenrijk  | Armenië     |        |
| 5 punten  | Malta           | Armenië     | Duitsland   |        |
| 4 punten  | Letland         | Oekraïne    | Frankrijk   |        |
| 3 punten  | Tsjechië        | Italië      | Luxemburg   |        |
| 2 punten  | Finland         | Luxemburg   | Zweden      |        |
| 1 punt    | Denemarken      | Polen       | Finland     |        |

1973 · 1974 · 1975 · 1976 · 1977 · 1978 · 1979 · 1980 · 1981 · 1982 · 1983 · 1984 · 1985 · 1986 · 1987 · 1988 · 1989 · 1990 · 1991 · 1992 · 1993 · 1994 · 1995 · 1996-1997 · 1998 · 1999 · 2000 · 2001 · 2002 · 2003 · 2004 · 2005 · 2006 · 2007 · 2008 · 2009 · 2010 · 2011 · 2012 · 2013 · 2014 · 2015 · 2016 · 2017 · 2018 · 2019 · 2020 · 2021 · 2022 · 2023 · 2024 · 2025
Nationale voorronde: Kdam Eurovision
Albanië · Armenië · Australië · Azerbeidzjan · België · Cyprus · Denemarken · Duitsland · Estland · Finland · Frankrijk · Georgië · Griekenland · Ierland · IJsland · Israël · Italië · Kroatië · Letland · Litouwen · Luxemburg · Malta · Montenegro · Nederland · Noorwegen · Oekraïne · Oostenrijk · Polen · Portugal · San Marino · Servië · Slovenië · Spanje · Tsjechië · Verenigd Koninkrijk · Zweden · Zwitserland